# Funkce jedním prstem

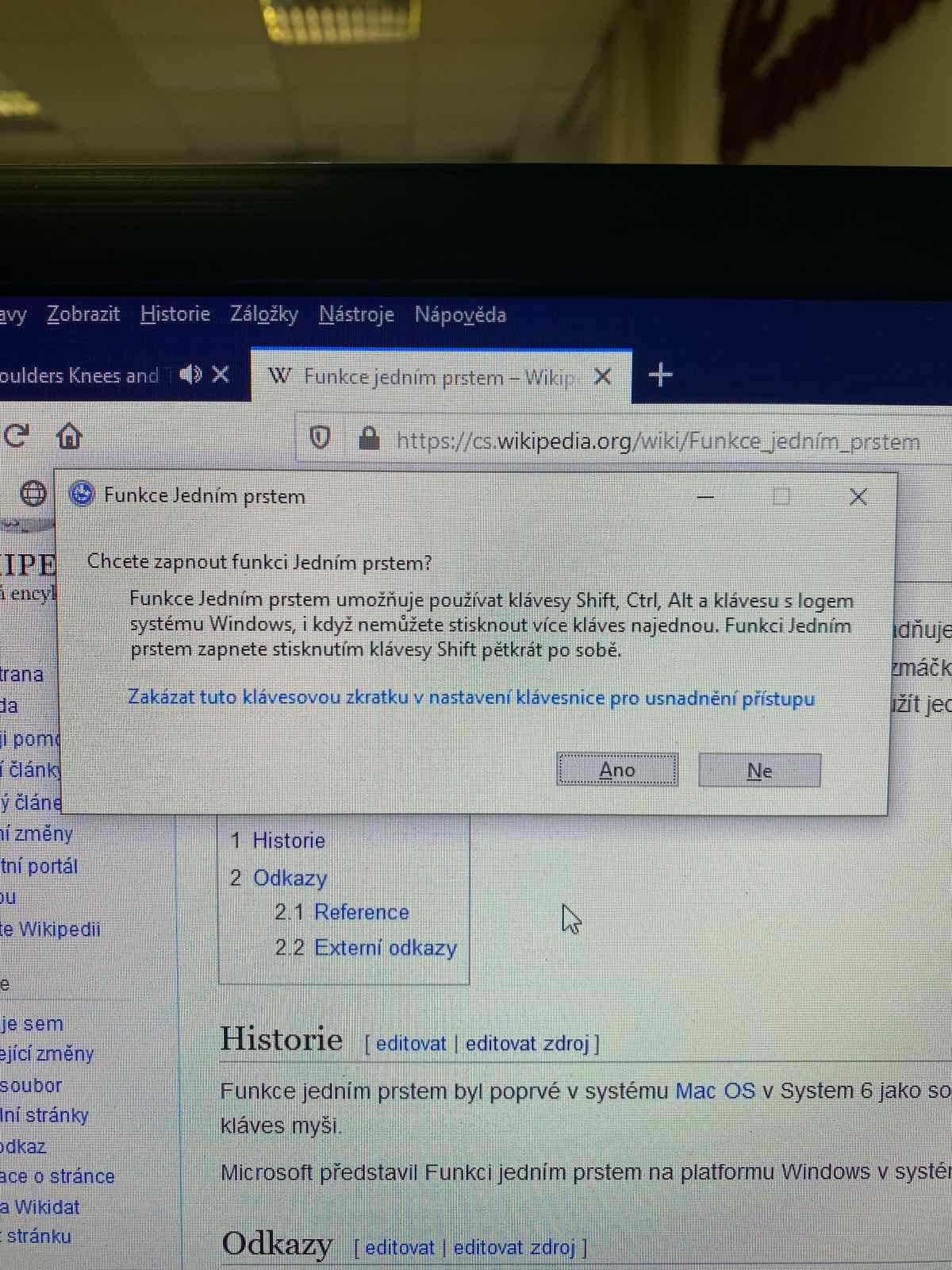
Okno Funkce jedním prstem

Pro aktivaci funkce je nutno pětkrát za sebou stisknout klávesu a poté funkci povolit

Funkce jedním prstem je funkce usnadnění přístupu operačního systému, která usnadňuje ovládání počítače handicapovaným nebo méně zdatným uživatelům tím, že umožní klávesovou zkratku stisknout postupně. Například chce-li uživatel stisknout Ctrl + Alt + Del, může místo stisknutí tří tlačítek naráz stisknout jedno po druhém. Pro aktivaci funkce je nutno pětkrát za sebou stisknout klávesu ⇧ Shift a poté funkci povolit.  
Tato funkce však má různé problémy, když uživatel nechce funkci jedním prstem používat. Často se také stává, že se při častém používání klávesy Shift zobrazí dialogové okno o spuštění této funkce. Tuto funkci tudíž lze zakázat.

## Historie
Funkce jedním prstem se poprvé objevila v operačním systému v System 6 platformy Mac OS, jako součást rozšíření Easy Access, které obsahovalo také funkčnost kláves myši. V roce 1994 byla funkce aplikována v operačním systému Solaris 2.4, pomocí obslužného programu AccessX, který také zajišťoval funkčnost jedním prstem a kláves myši. Na platformě Windows byla funkce poprvé dostupná v operačním systému Windows 95.